# Sue de Beer

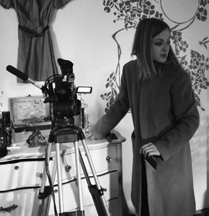
Sue de Beer (2004)

Sue de Beer (* 8. September 1973 in Tarrytown, New York) ist eine US-amerikanische Videokünstlerin, Fotografin und Bildhauerin.

## Leben und Werke
De Beer studierte an der Parsons The New School for Design in New York und machte 1995 ihren Bachelor of Fine Arts. Im Jahre 1998 absolvierte sie ihren Master of Fine Arts an der University of Columbia. Als Künstlerin verwendet sie Ausdrucksmittel wie Fotografie, Video und Skulpturen, um die Beziehungen zwischen Erinnerung und Geschichte aufzuzeigen.
Sie lehrt als Associate Professor an der New York University und lebt und arbeitet in Brooklyn.
De Beer hatte u. a. Ausstellungen im New Museum of Contemporary Art, im Whitney Museum of American Art, im MoMA PS1, im Brooklyn Museum, in der Marianne Boesky Gallery in New York, in Los Angeles Contemporary Exhibitions in Los Angeles, im Museo Reina Sofía in Madrid, in den Kunst-Werken Berlin, im Zentrum für Kunst und Medientechnologie in Karlsruhe, in der Schirn Kunsthalle in Frankfurt, in der Neuen Galerie Graz, im MuHKA in Antwerpen und im Museum of Modern Art in Busan.

## Ausstellungen
- 2015 The Blue Lenses, Marianne Boesky Gallery, BOESKY EAST, New York
- 2014 The Ghosts, Moving Image Fair, Istanbul
- 2012 The Ghosts, Galerie Christian Ehrentraut, Berlin
- 2011 Haunt Room, The High Line, New York
- 2011 The Ghosts, Park Avenue Armory, New York
- 2011 Depiction of a Star Obscured by Another Figure, Marianne Boesky Gallery, New York
- 2008 Sue de Beer & Delia Gonzalez: Ghost Polaroid Graveyard, The Forgotten Bar, Berlin
- 2008 Zoetropes, Marianne Boesky Gallery at the Dark Fair, The Swiss Institute, New York
- 2007 Permanent Revolution, Arndt and Partner, Berlin (auch: Sandroni Rey Gallery, Los Angeles und 2008 Museum van Hedendaagse Kunst Antwerpen)
- 2006 The Quickening, Marianne Boesky Gallery, New York
- 2005 Black Sun, Whitney Museum of American Art at Altria, New York
- 2004 The Dark Hearts, Sandroni Rey Gallery at Statements, Basel, Miami
- 2003 Hans & Grete, Kunst-Werke Berlin (auch: Postmasters Gallery, New York)
- 2002 Photographs, Künstlerhaus Bethanien, Berlin
- 2000 Sue de Beer & Laura Parnes: Heidi 2, Los Angeles Contemporary Exhibitions, Los Angeles (auch: Deitch Projects, New York)